# Way to Fall
Way to Fall è il quinto brano dell'album di debutto del gruppo musicale inglese Starsailor Love Is Here.

## Descrizione
Secondo il cantante del gruppo James Walsh:
(James Walsh sul suo account X nel 2020)
Il brano comincia ad esser abbozzato da Walsh durante le registrazioni di un documentario ai Rockfield Studios in Galles, dove nel mentre la band stava producendo Love is Here. A livello tecnico, la musica si basa su un ritmo ternario.

## Nella cultura di massa

### InMetal Gear Solid 3: Snake Eater
La canzone è stata utilizzata nei titoli di coda del videogioco Metal Gear Solid 3: Snake Eater. La scelta nacque da un fraintendimento tra l'autore del videogioco Hideo Kojima e un suo collega: quest'ultimo gli consigliò di ascoltare la band newyorkese Stellastarr ma Kojima, fraintendendo, ascoltò i Starsailor e più precisamente la canzone "Way to Fall". Da lì, fu deciso di adottare il brano per via della sua forte somiglianza con la trama del gioco: a detta dello stesso Kojima, la canzone sarebbe come una dedica diretta al protagonista Naked Snake da parte del suo mentore, nonché antagonista principale del videogioco, The Boss, la quale gli spiega come lo attenderanno ancora molte altre cose dispiacevoli nel corso della sua vita (concetto denotato soprattutto dal verso iniziale "Son, you've got a way to fall"). È stato il primo brano usato nella serie di Metal Gear a non esser stato composto all'interno della Konami.

### NeLa casa di carta
Il brano è utilizzato nell'episodio 9 della terza stagione de La casa di carta.

## Formazione
- Ben Byrne – Batteria
- James 'Stel' Stelfox – Basso elettrico
- James Walsh – Canto, chitarra
- Barry Westhead – Tastiera